# Masthuggstorget
Masthuggstorget, är ett torg i stadsdelen Masthugget i Göteborg, i den västra ändan av Fjärde Långgatan och cirka 300 meter söder om Göta älv.

## Historia
Namnet Masthugget syftar på den tillverkning av båtmaster som skedde i området, och torget fick sitt namn fastställt år 1769. Även benämningen Sänkverkstorget förekom 1786, efter det i Göta älv närbelägna sänkverket, som var en höj- eller sänkbar bom eller liknande i vattnet, avsedd att hindra fientliga fartyg att ta sig in. Sänkverksgatan finns fortfarande kvar. Torget uppmättes till 2 795 kvadratmeter år 1900.
Carl Wilhelm Carlberg lämnade 1784 in ett förslag till torgets utformning, där bland annat en murad vattenränna vid västra sidan av torget och ner till "stadens barlastplats" ingick, den senare Masthuggskajen. Båtåldermannen J.M. Grefling fick uppdraget och ett år senare var han färdig med sitt arbete; han hade fyllt, planerat och stensatt torget samt murat en öppen vattentrumma till kajen.
Det var genom förvärv av tomten nr 37 i Masthugget, ägd av sterbhuset till vinhandlaren Johan Celsing och värderad till 3 000 riksdaler, som torget fick sin plats och storlek: "att enär nu mera aflidne Vinhandlanden Johan Celsings tomt N:o 37 honom frångått, för bildande af det i högstberörda Kongl. Brefs 2 § 3 mom. omformälda mindre torg, eller den förut omnämnda öppna plats, som förenar vestra ändan af nya Breda vägen och, genom den, andra Långgatan med första Långgatan, Celsing, enligt Drätselkommissionens protokoll den 29 September 1835, i vederlag för sagda tomt erhållit upplåtelse å den vester om nämnda plats belägna tomten N:o 26, innehållande i areal 1,828 qvadratalnar." Ägarna och de som sålde tomten var "bemälde Celsings Enka Gunnila Maria, född Svensson, samt deras barn, Provisorn Carl Fredrik Celsing, boende i Stockholm, och Handelsbokhållaren Wilhelm Celsing, enligt af Drätselkommissionen den 27 December 1841 utfärdadt köpebref, mot en friskilling af 25 Rdr 18 sk. 8 rst Banko, fått friköpa sistnämnda tomt. 
Den avdelade platsen för torget och viss bebyggelse, benämndes 1855 som "Öppen plats indelt till tomter och torg."

### Apoteket Lejonet
Apoteket Lejonet låg vid torget från 1794. Apotekaren Abraham Berg hade den 12 juni samma år fått sitt apoteksprivilegium, och etablerat sig här. Verksamheten flyttades lång senare till hörnet Vasagatan och Karl Gustavsgatan.

### Marknadstorget
Torget som marknadsplats kom igång den 9 november 1877 då handeln med livsmedelsprodukter startade och den 1 oktober 1887 invigdes saluhallen vid torgets södra del som sägs ha kostat 21 000 kronor att uppföra.

### Sjömanshemmet
I 12:e kvarteret Kostern vid torgets västra del låg (Nya) Sjömanshemmet, invigt den 9 september 1886 i närvaro av kung Oscar II och drottning Sofia. Hemmet uppfördes till minne av kungens och drottningens silverbröllop den 6 juni 1882. Den renässansinspirerade byggnaden ritades av göteborgsarkitekten Adrian C. Peterson, stängde för gott den 27 januari 1942 och började rivas redan på måndagen därefter. Kapten C.E. Schale hade då varit hemmets föreståndare under tjugo år. Antalet nattgäster pendlade de sista åren mellan 500 och 2 000 per månad. Det var främst sjömän, men även turister och hela skolklasser fick logi här. Salomon August Andrée hade i hemmets stora sal planerat för sin polarfärd, och på en framträdande plats i salen hängde under många år en målning där man såg Andrées stora ballong stiga till väders.
År 1942 uppfördes ett nytt hus i sex våningar, ritat av arkitekt R.O. Swensson. Byggnaden ingå i kommunens Bevaringsprogram 1987, och man skriver: "Byggnaden är ett intressant exempel på tidens sociala ambitioner och 1940-talets arkitektur. Högtidssalens välbevarade interiör med väggmålningar ger byggnaden ett särskilt värde. Fasaden är ett viktigt inslag vid Masthuggstorget." Det Nya Sjömanshemmet inhyser bland annat (i Billmansalen) konstnären Torsten Billmans berömda al frescomålning - på nästan 20 meter (två väggar) - Till sjöfolket - Havets arbetare från 1944 och som bekostades av Sveriges Redareförening, Västra kretsen.

### Torget förändras
För att förbättra hygien på torget, byggdes det om 1935, då asfalterades kullerstenen, saluplatser lades ut, en hästinhägnad tillkom och en rad små popplar planterades mot norr. Den gamla Aron Berg Järnhandel, en tvåvånings byggnad i hörnet Första Långgatan - Masthuggstorget, revs 1961 med resten av kvarteret. Fram till och med 2005 låg den kända skivbutiken Skivhugget i det sydöstra hörnet av torget.

### SkulpturenMasterna

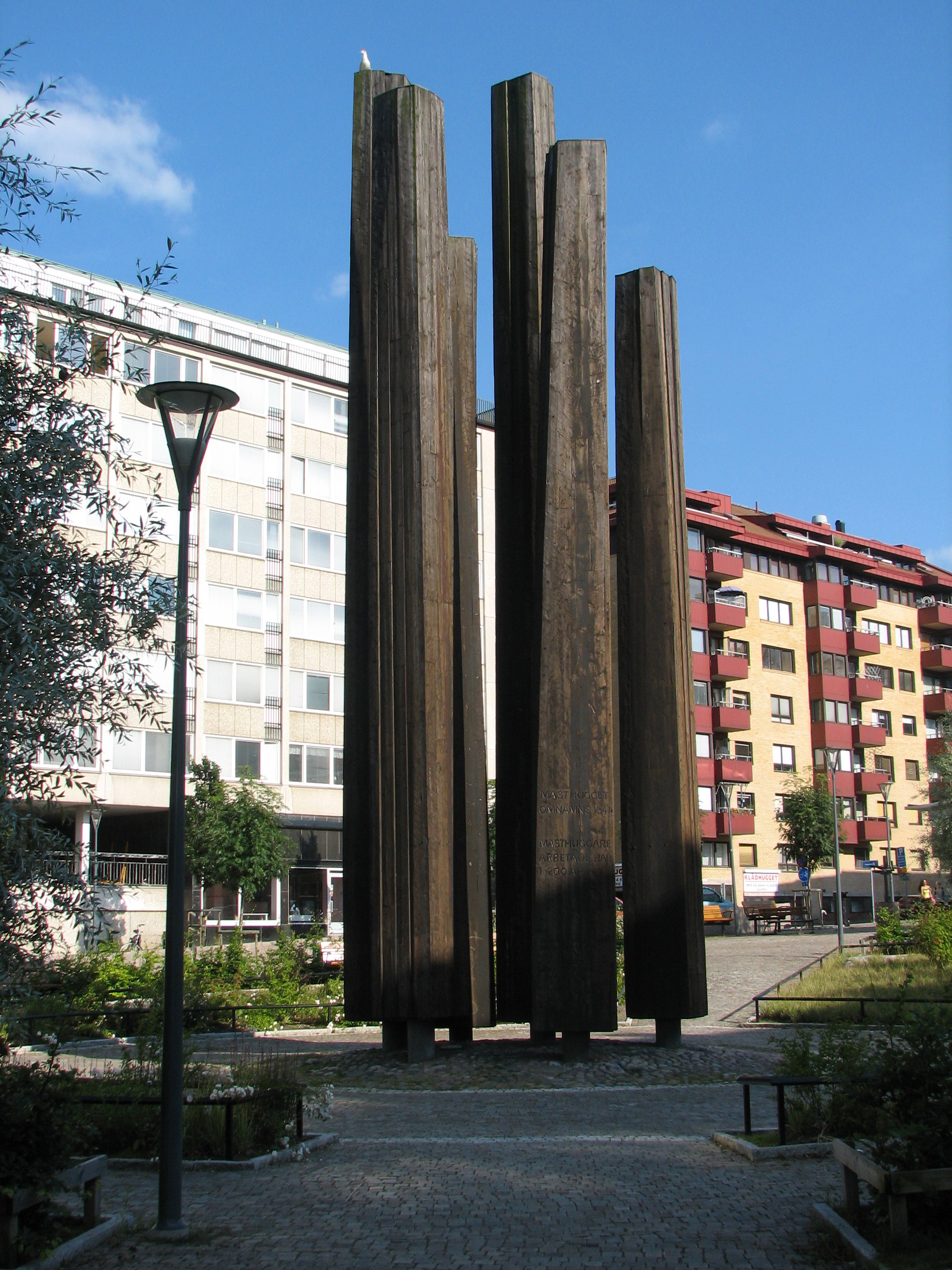
Skulpturen Masterna.

År 1971 placerades skulpturen Masterna utförd av Erling Torkelsen på torget.

### SkolhusetVite Knut
Vid torgets södra del, i kvarteret 18 Labyrinten i stadsdelen Olivedal med adress Nyströmsgatan, låg skolhuset Vite Knut. Här inrymdes Folkskolan 1862-1889 samt Bröderna Anderssons skofabrik med flera hyresgäster. Träbyggnaden i två våningar låg högt placerat på ett murverk av huggen sten som uppfördes i slutet av 1880-talet - med en elegant stentrappa upp i dess östra del. I en portal till höger om trappan fanns en urinoar, "American Bar" kallad i folkmun. Senare kom Posten att ligga på samma plats. Ett kabinett - ännu en bekvämlighetsinrättning - tillkom på 1920-talet vid gaveln på torgets saluhall.

## Masthuggstorget spårvagnshållplats
Masthuggstorget trafikeras av flera spårvagnslinjer såsom linje 3,9 och 11.

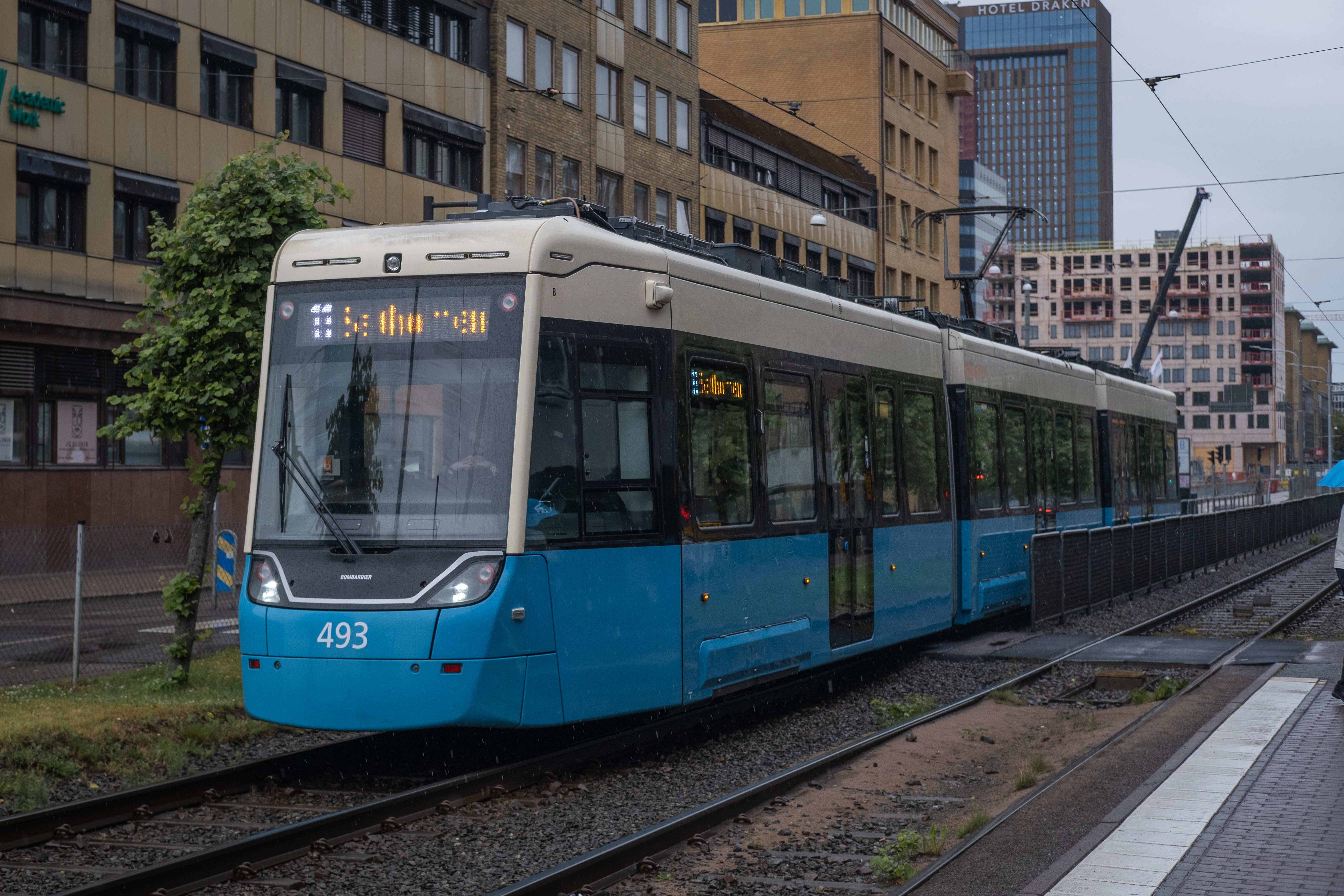
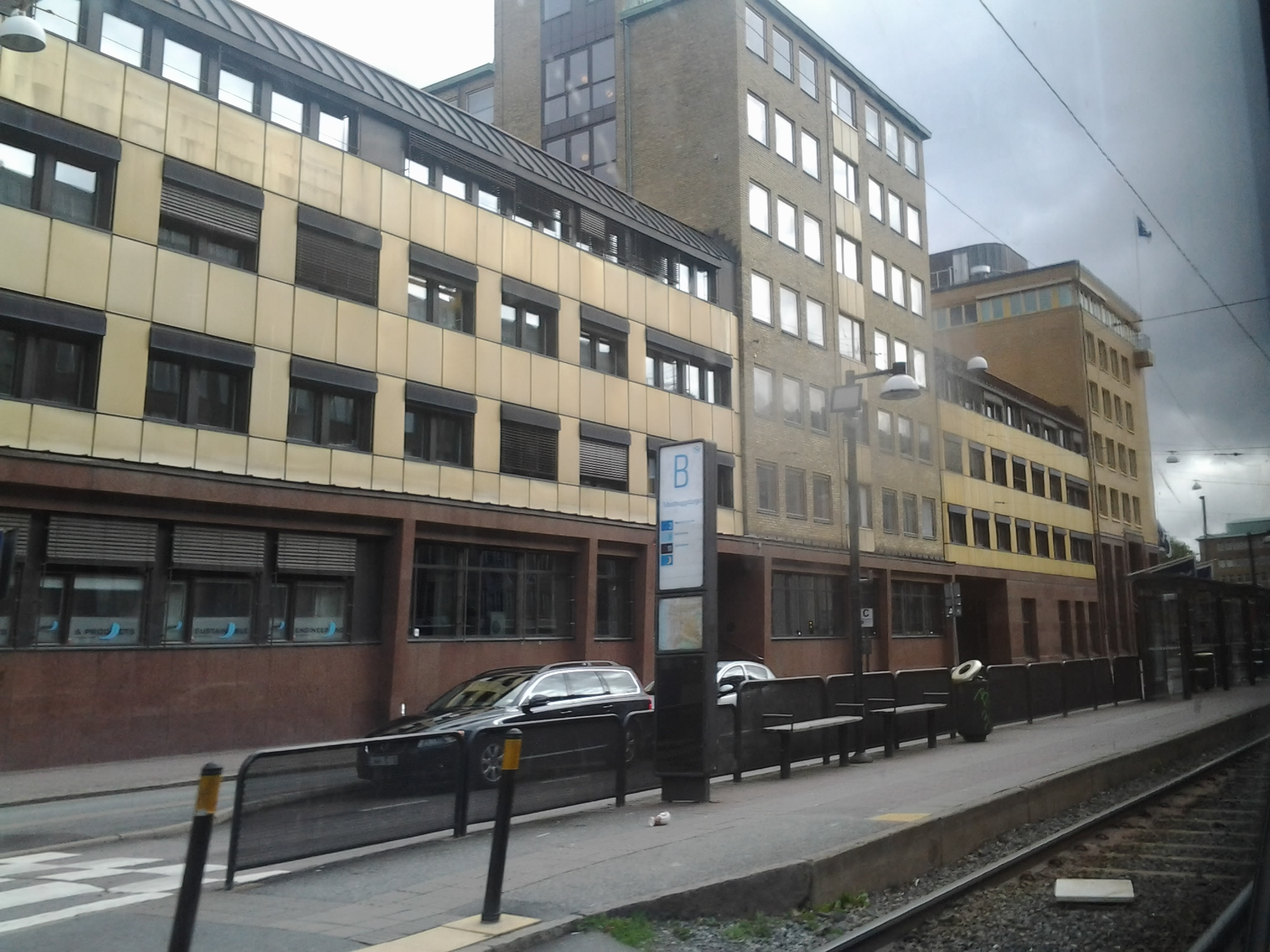